# Jewish Encyclopedia
Jewish Encyclopedia är en encyklopedi som gavs ut i New York mellan 1901 och 1906 av Funk och Wagnalls. Den innehöll mer än 15 000 artiklar i 12 band om judendomens historia och judarnas situation 1901. Verkets upphovsrätt har upphört och dess innehåll är numera allmän egendom.

## Jewish Encyclopedia och Wissenschaft des Judentums
Jewish Encyclopedias akademiska stil är den som hör till Wissenschaft des Judetums-studier, ett tillvägagångssätt och en inställning som tillämpades inom judiska akademiska studier och inom den judiska religionen som blomstrade i 1800-talets Tyskland; encyklopedin kan betraktas som rörelsens höjdpunkt.
Under 1900-talet flyttade rörelsens medlemmar till departement för judiska studier i USA och Israel. De akademiska auktoriteter som citeras inom encyklopedin, med undantag för klassiska och medeltida exegeter, är nästan utan undantag Wissenschaftprofiler som Leopold Zunz, Moriz Steinschneider, Solomon Schechter, Wilhelm Bacher, J. L. Rpoport, David Zvi Hoffman, Heinrich Graetz med flera. Den akademiska stilen i Jewish Encyclopedia är mycket noggrann när det gäller att upptäcka manus, notera manusredigeringar och utgåvor, att jämföra olika versioner av samma manus och så vidare. Dessa ansträngningar tillhörde det främsta intresset för Wissenschafts akademisk verksamhet.
Jewish Encyclopedia skrevs på engelska, men de flesta samtida källor som används är på tyska eftersom det var modersmål för de Wissenschaft-akademiker som medverkade i projektet och det var även lingua franca för alla akademiska studier vid denna tidpunkt. Av de källor som inte är på tyska (vanligtvis klassiska verk) är de allra flesta på hebreiska eller arameiska. Den enda flitigt citerade samtida källan på engelska är Solomon Schechters artiklar i The Jewish Quarterly Review.]